# Коефіцієнт абсолютної ліквідності
Коефіціє́нт абсолю́тної лікві́дності (платоспроможності) — пока́зник, що характеризує ту частину короткотермінових фінансових зобов'язань підприємства, яка може бути сплачена за рахунок першокласних ліквідних активів (грошових коштів та їх еквівалентів), тобто спроможність підприємства негайно погасити свою короткотермінову кредиторську заборгованість. Теоретичне оптимальне значення цього показника становить приблизно 0,2—0,25.

## Розрахунок
Розраховується як відношення грошових коштів підприємства до поточних зобов'язань.
{\displaystyle \mathrm {K(abl)} =\left({\frac {\mathrm {Cash} }{\mathrm {Short-term\ debt} }}\right)},
де Cash — грошові кошти та їх еквіваленти, Short-term\ debt — Поточні зобов'язання  + (для розрахунку поточної ліквідності) доходи майбутніх періодів, включаються до складу поточних зобов'язань у тій частині, яка буде погашена протягом 12 місяців з дати балансу 
Розрахунок згідно звітності до 2012 р. включно ряд. 230 + ряд. 240, балансу/рядок 620 балансу + (для поточної ліквідності)рядок 630 балансу 
Розрахунок починаючи із звітності 2013 р. рядок 1160+1165/ рядок 1695